# 림바지

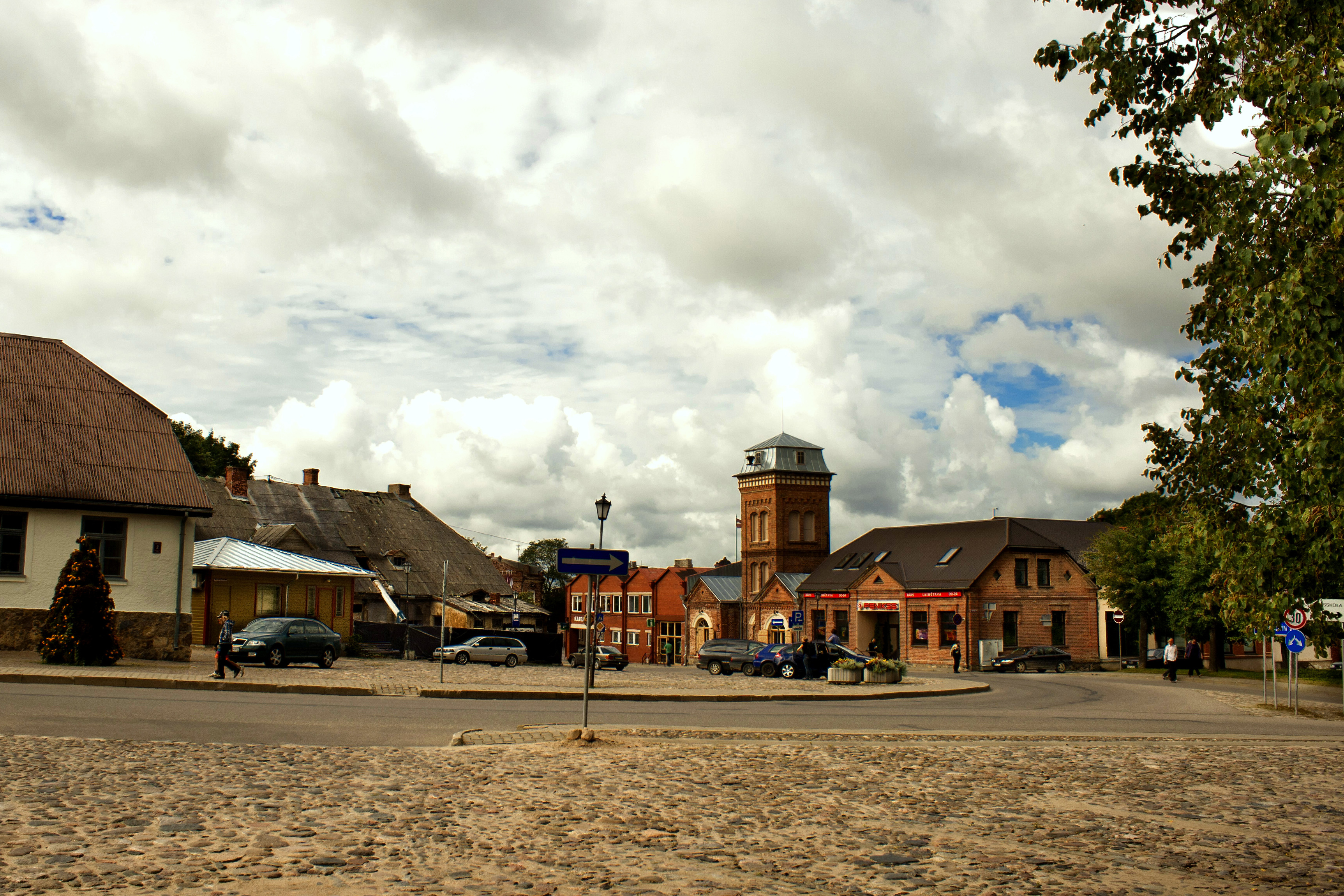
림바지 구 시가지

림바지(라트비아어: Limbaži, 에스토니아어: Lemsalu, 독일어: Lemsal, 리보니아어: Lemisele)는 라트비아 북부에 위치한 도시로 림바지 시의 행정 중심지이며 면적은 9.021km2, 인구는 7,805명(2016년 기준), 인구 밀도는 886명/km2이다.

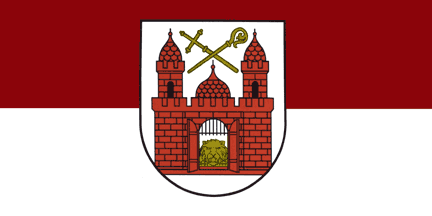
시기
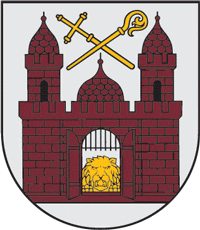
시 문장